# 对角蛤
对角蛤（学名：Antigona lamellaris），又名花籃簾蛤，是帘蛤目帘蛤科對角蛤屬的一种
。

## 形態特徵
貝殼呈卵形，殼的表面有板狀的輪肋及柱狀的放射肋。

## 分佈及棲息地
分佈於西太平洋及印度洋，見於中国大陆、台湾的澎湖群島、南中國海的新加坡、马来西亚，常棲息於淺海珊瑚礁附近的沙底，出沒於潮下带30－50米。